# مانالوآ (هاوایی)
مانالوآ (به انگلیسی: Maunaloa) یک منطقهٔ مسکونی در ایالات متحده آمریکا است که در شهرستان ماویی، هاوایی واقع شده‌است. مانالوآ ۱٫۹ کیلومتر مربع مساحت و ۳۷۶ نفر جمعیت دارد و ۲۷۱ متر بالاتر از سطح دریا واقع شده‌است.